# Wilk arabski
Wilk arabski (Canis lupus arabs) – podgatunek wilka szarego, drapieżnego ssaka z rodziny psowatych (Canidae), mniejszy od podgatunków europejskich i amerykańskich.
Ubarwienie beżowo-szare. Występuje na obrzeżach Półwyspu Arabskiego. Ma duże uszy, żółte oczy, żyje najczęściej w niewielkich grupach rodzinnych. Waży ok. 25 kg.  Niektórzy badacze na podstawie skamielin i badań genetycznych wahają się co do jego klasyfikacji taksonomicznej.